# Mauritania en los Juegos Olímpicos de Los Ángeles 1984
Mauritania estuvo representada en los Juegos Olímpicos de Los Ángeles 1984 por dos deportistas masculinos que compitieron en lucha.
El portador de la bandera en la ceremonia de apertura fue el luchador Omar Samba Sy. El equipo olímpico mauritano no obtuvo ninguna medalla en estos Juegos.